# Rete booleana
In matematica, una rete booleana G (V,F) è definita da un insieme di nodi V={x1,...,xn} che possono assumere solo due valori (1 o ON e 0 o OFF) e una lista di funzioni Booleane F=(f1,...,fn).
Ad ogni passo temporale la funzione fi specifica lo stato del nodo i dato lo stato al passo precedente dei nodi collegati ad i come input. Le reti che non hanno nodi di ingresso sono dette "autonome".
Il concetto di reti booleane è stato introdotto dal biologo statunitense Stuart Kauffman.